# Joseph Mascolo

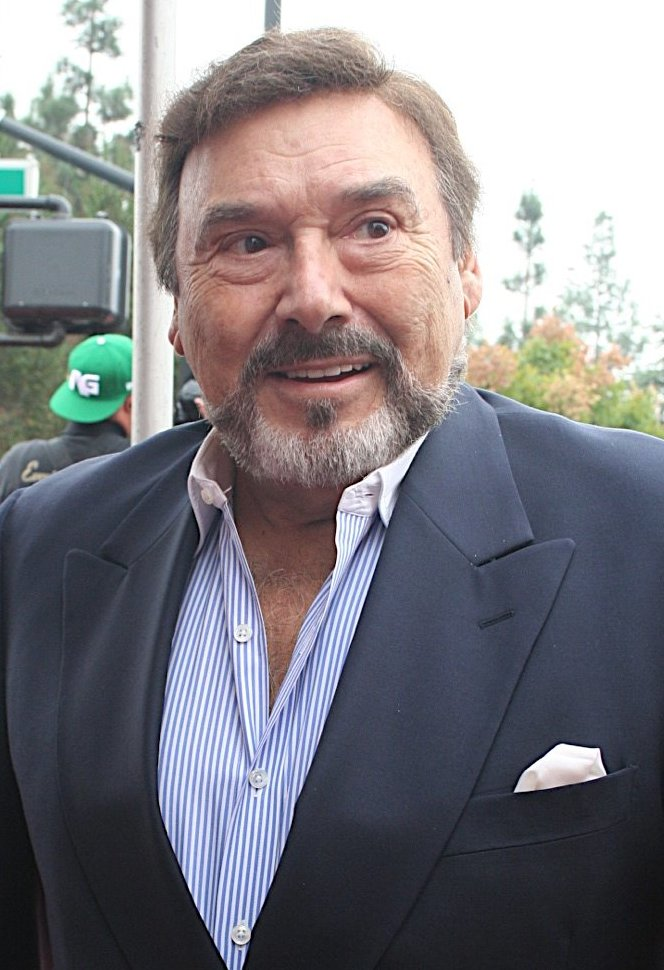
Joseph Mascolo 2008.

Joseph Mascolo, född 13 mars 1929 i West Hartford, Connecticut, död 8 december 2016 i Los Angeles, Kalifornien, var en amerikansk skådespelare och såpoperaveteran.
Bland hans roller märks rollen som Stefano DiMera i TV-serien Våra bästa år, mellan 1982 fram till hans död 2016, med vissa uppehåll, samt rollen som Massimo Marone i TV-serien Glamour.